# Chân danh Java
Chân danh Java hay chân danh tà lơn, ta renh, bem bo (danh pháp hai phần: Euonymus javanicus) là một loài thực vật thuộc họ Celastraceae (họ Dây gối). Loài này có ở Malaysia và Singapore.
Theo Danh lục các loài thực vật Việt Nam, chân danh Java có phân bố ở Việt Nam, tại Quảng Trị, Kon Tum và Phú Quốc.

## Đặc điểm
Cây gỗ nhỏ hoặc bụi, cao đến 12 m, mọc rải rác trong rừng thứ sinh. Vỏ cây có tác dụng an thần, bổ gan thận.